# Celaena albipuncta
Celaena albipuncta är en fjärilsart som beskrevs av Tutt 1891. Celaena albipuncta ingår i släktet Celaena och familjen nattflyn. Inga underarter finns listade i Catalogue of Life.